# Handianus modestus
Handianus modestus är en insektsart som beskrevs av Melichar 1896. Handianus modestus ingår i släktet Handianus och familjen dvärgstritar. Inga underarter finns listade i Catalogue of Life.